# Alexei Cara-Vasile
Alexei Cara-Vasile, întâlnit și ca Caravasile (în rusă Алексей Дмитриевич Кара-Васили, transliterat: Aleksei Kara-Vasili; n. 27 septembrie 1846 – d. 1915, Cahul, gubernia Basarabia, Imperiul Rus) a fost un politician român (primar de Cahul), ulterior țarist, în calitate de deputat în Duma de Stat al celei de-a III-a convocări din partea Basarabiei.

## Biografie
S-a născut în anul 1846 într-o familie de origine greacă.  
Și-a făcut studiile superioare la Universitatea din Paris, Facultatea de Drept. Înainte de cedarea către Rusia a părții de sud a Basarabiei prin Tratatul de la Berlin din 1878, a fost primar al Cahulului și membru al Parlamentului României. Fiind un important latifundiar, deținea 3376 de zeciuieli în împrejurimile Cahulului, unde și-a construit și vila.
A fost administrator de onoare al Gimnaziului Cahul și superintendent de onoare al Școlii primare superioare din același oraș. După proclamarea Proclamației din octombrie, a aderat la Partidul Centrului Basarabiei.
În 1907 a fost ales membru al Dumei a III-a de Stat din partea guberniei Basarabiei. În cadrul acesteia a fost membru al fracțiunii de dreapta-moderată, din a 3-a sesiune, în fracțiunea națională rusă, din a 5-a sesiune, în grupul naționaliștilor independenți al lui Pavel Krupensky. A fost membru al comisiei pentru reforme judiciare.
A fost căsătorit cu Efrosinia Ceanguli, fiica unui latifundiar din ținutul Orhei. Cuplul a avut 7 copii, iar printre nepoți s-au numărat Anton Kersnovski și Eufrosinia Kersnovskaia.
A murit în 1915 în Cahul, unde a și fost înmormântat.